# Musica rock iraniana
La Musica rock iraniana, spesso chiamata anche Rocka red, si riferisce alla musica rock prodotta da artisti iraniani. La musica rock è stata popolare in Iran dall'inizio degli anni '50, con l'emergere di cantanti come Kourosh Yaghmaei, Farhad Mehrad, Fereydoon Foroughi e Habib Mohebian, ma fu in gran parte dimenticata dopo la rivoluzione iraniana. Come la maggior parte degli stili rock, la chitarra elettrica, il basso e la batteria sono gli strumenti principali di questo tipo di musica. In alcuni gruppi anche la tastiera ha un ruolo importante.
La musica rock iraniana è influenzata dal rock britannico, dal rock americano e dagli stili europei. Gli artisti iraniani usano spesso ritmi e toni tipicamente iraniani, distinguendosi così da altri generi rock. Il rock iraniano non è ancora riconosciuto come legale tra gli stili iraniani, costringendo la maggior parte delle band e dei cantanti a operare nell'underground. E proprio su queste tematiche che è incentrato il film I gatti persiani di Bahman Ghobadi.
Il rock iraniano nacque in Iran con l'inizio della British Invasion. Tra le band di quell'epoca che ebbero grande impatto su questa cultura vi furono The Beatles, Dave Clark Five, Bill Haley & His Comets, e successivamente gruppi come Pink Floyd, Led Zeppelin e Deep Purple, hanno avuto un grande impatto su Rock iraniano.

## Storia

### I primi anni

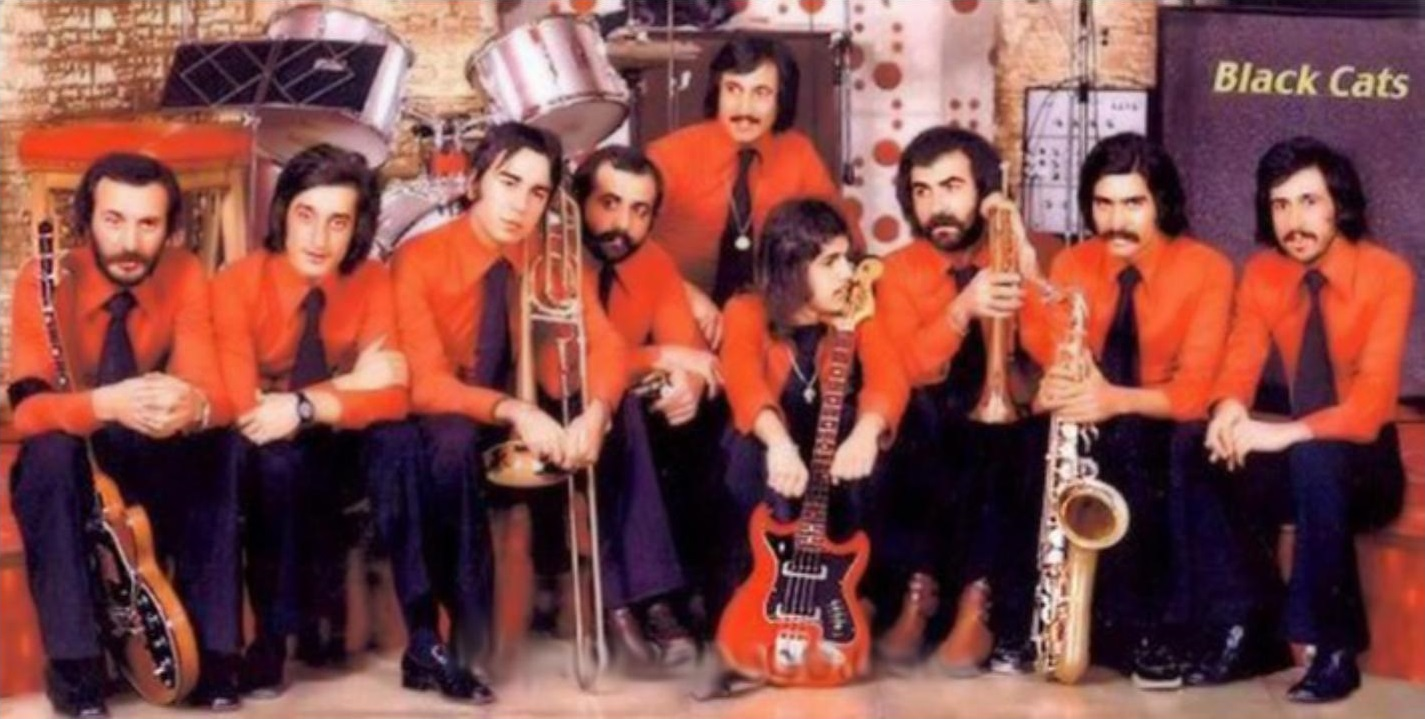
I Black Cats nel 1969

La musica rock arrivò in Iran negli anni '60, insieme ad altri generi musicali occidentali che furono accolti dall'industria musicale del paese. La musica rock iraniana sorse grazie a musicisti e band come Farhad Mehrad, Kourosh Yaghmaei, Black Cats, The Dangers e Scorpio. Ben presto divenne un genere musicale popolare tra le giovani generazioni, specialmente nei nightclub di Teheran e Abadan.
Il luogo d'incontro e formazione di molti artisti rock iraniani, come Farhad e Black Cats, fu il Couchini Restaurant. Il ristorante è stato fondato da Vida Ghahremani all'inizio degli anni '60. Qui Farhad Mehrad suonava il pianoforte e parallelamente era anche il cantante del gruppo Black Cats. Tra i brani che eseguiva al Couchini Restaurant c'erano canzoni di Ray Charles, e gli americani di quella zona avevano dato a Farhad il soprannome di "Ray Charles dell'Iran". Anche la prima esibizione di Ebi fu al Couchini Restaurant. Dopo che i Black Cats divennero famosi, non si esibirono più al Couchini Restaurant, e vennero sostituiti da altri gruppi come gli Scorpio. In questi primi anni il ristorante Couchini divenne così il luogo più importante della musica rock iraniana.

### L'Iran tra Blues rock e rock psichedelico

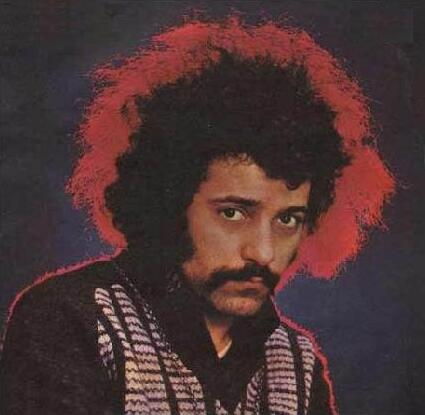
Farhad è stato uno dei pionieri del rock psichedelico in Iran

Tra la fine dei '60 e l'inizio dei '70 anche in Iran venne a formarsi un suono più complesso e psichedelico. Tra i maggiori sperimentatori di questo nuovo suono vi era Kourosh Yaghmaei che iniziò a pubblicare i suoi album nel 1971 portando un vento di novità nel rock iraniano. Usare la tastiera come ritmo della canzone invece della chitarra fa parte di questa innovazione Kourosh Yaghmaei ha pubblicato due album prima di essere esiliato, entrambi importanti opere del rock iraniano. La sua opera più importante è Ice Flower, che divenne un successo anche oltre i confini dell'Iran, garantendogli molte future esibizioni in altri paesi del mondo da allora fino ad oggi. Secondo Ebrahim Nabavi (autore del libro Basement music): "Kourosh Yaghmaei ha avuto un profondo impatto sul rock psichedelico in Iran.". Kourosh Yaghmaei è conosciuto come il padre del rock iraniano a causa della sua profonda influenza sulla musica rock iraniana.

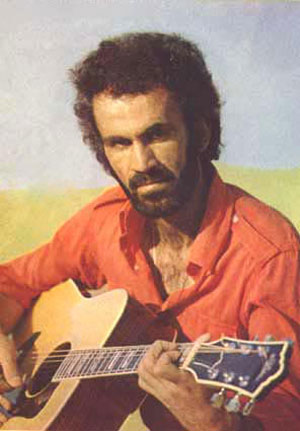
Habib in 1977

Fereydoon Foroughi iniziò il suo lavoro un anno dopo Farhad Mehrad. Il suo album di debutto Zendoone Del è stato uno dei primi album di rock blues iraniano. La voce graffiante di Fereidun Foroughi contribuì notevolmente alla sua reputazione. La sua canzone più famosa è yar dabestani man. Il lavoro di Fereydoun Foroughi si è concluso con questo album. Le cattive vendite del disco resero impossibile pubblicarne un altro. Con la rivoluzione iraniana in corso, la voce di Fereydoun Foroughi non fu mai più ascoltata. Sebbene il lavoro di Fereydoon Foroughi non sia stato lungo, la sua influenza sulla musica rock è significativa. Nel 1977, Habib Mohebian iniziò a preparare il suo primo album. Habib ha cantato una canzone chiamata Mother dopo la morte di sua madre che è stata usata nell'album. Fino alla rivoluzione iraniana, Habib ha avuto solo l'opportunità di pubblicare un altro album chiamato Hello Neighbor. Dopo la rivoluzione, Habib rimase in Iran fino al 1983 e poi si trasferì a Los Angeles. Il suo lavoro più rilevante ddi questo periodo fu Swamp Crabs, un'opera importante nel blues rock. Habib è tornato in Iran nel 2009 dove ha lavorato poco fino alla fine della sua vita nel 2016

### Il Tehran Sound
Il numero di gruppi rock aumentò sempre più. I luoghi in cui si esibivano erano caffè e ristoranti. Alcune di queste band, come The Robles, The Dangers e Golden Ring, hanno pubblicato album. La maggior parte dei lavori pubblicati da questi gruppi non ebbero un grande successo. Rivalutati in seguito, questa scena rock fu ribattezzata Tehran Sound. L'etichetta Apollo fu centrale nella pubblicazione delle band del Tehran Sound. Kamran Yaghmaei, fratello di Kourosh Yaghmaei, formò una band che suonava le canzoni di Kourosh. Andy ha iniziato a suonare con la band, suonava il basso. Il Tehran Sound era quasi scomparso a causa dello scioglimento di gruppi chiave come i Golden Ring nel 1977. Uno degli ultimi artisti a definirsi membro del Tehran Sound fu Faramarz Aslani, che fondeva il flamenco con il rock. Il "suono di Teheran" si concluse con l'inizio della rivoluzione iraniana.

### Altre scene locali

#### Astara
Nel 1969 e nel 1970 i Golden Ring introdussero influenze garage rock nella musica rock iraniana As a result, large groups of enthusiasts of this genre were formed throughout Iran.. Di conseguenza, in tutto l'Iran si formarono grandi gruppi di appassionati di questo genere. Il più importante gruppo rock di Astara erano i Cheshm Azar Group, fondato da Nasser Cheshm Azar. La canzone God of the Heavens, che in seguito fu rifatta da molti altri musicisti, è la canzone più popolare della band.

#### Mashhad
The Sinners e Pepe Flovy erano gruppi rock attivi a Mashhad. Nel 1966, i Sinners si esibirono suonando (I Can't Get No) Satisfaction nella sala concerti di Mohammad Reza Shah. Andranik Asaturian ha formato la band the Super Five nel 1969. Questa band è stata uno dei primi esempi di jazz fusion in Iran. The Super Five si sciolsero solo un anno.

#### Abadan
Il gruppo the Herbs si è formato ad Abadan. Alcuni membri di questo gruppo si unirono in seguito al gruppo dello Scorpio. Son Soul Brothers era un gruppo fondato da Martik Kanian e Mehdi Khashe. Martik e Mehdi Khashe erano entrambi di Abadan e suonavano la chitarra per l'orchestra di Mehdi Rahmati. Nel 1971, Martik e Mehdi Khasheh uscirono dalla Mehdi Rahmati Orchestra, ed insieme a Firouz Sarkarde, Behrouz Lari, Mohammad Moradi e Hossein Hosseini fondarono i Son Soul Brothers. Il gruppo originariamente suonava cover di opere straniere come Pastime Paradise. Dal 1972 iniziarono a scrivere brani propri, il cui maggior successo fu Cheshmaye To nel 1975. Cheshmaye To è stata inserita al numero 90 della "Top 100 Persian Songs". I Son Soul Brothers sono anche stati la prima band iraniana a eseguire una canzone di disco music. Il gruppo è stato sciolto nel 1977.

### Il ruolo degli armeni
Gli armeni erano musicisti molto stimati. Viguen fu un pioniere nel mescolare elementi della musica pop con la poesia persiana. Artoush e la sua band The Wonders hanno aperto la strada alla creazione del rock sinfonico in Iran. Ma il lavoro di Artosh non era molto conosciuto e Artosh è rimasto nell'anonimato fino alla sua morte nel 2018. Varoujan, un grande musicista armeno, aveva arrangiato molte canzoni popolari in Iran. Morì di arresto cardiaco molto presto sulla quarantina. Come molti altri cantanti armeni, Georges Hvansian ha cercato di imitare Viguen. È diventato famoso per aver letto opere greche. The Poppy furono una delle prime rock band armene. Alcune delle canzoni di questa band sono eccezionali. I lavori armeni sono molto importanti e influenti nella musica rock iraniana, ed in seguito riuscirono a mantenere la loro fama.

### Il dopo rivoluzione del 1979
Dopo la rivoluzione del 1979, le autorità del nuovo regime hanno imposto notevoli restrizioni all'industria musicale e ad altri campi dell'arte e dei media. Il Ministero della cultura e dell'orientamento islamico, istituito nel 1984, è diventato l'organo responsabile del monitoraggio e dell'approvazione della musica e di altri tipi di industrie culturali all'interno dell'Iran post-rivoluzionario.
Nell'Iran post-rivoluzionario, le esibizioni dal vivo furono fortemente limitate dalle autorità. I musicisti rock potevano ottenere il permesso di esibirsi sul palco dal vivo, a condizione che la loro musica fosse approvata dal Ministero. Tuttavia, molti si affidarono alla scena underground ed in seguito ad internet, poiché non ottengono il permesso dalle autorità. I 127 sono stati il primo gruppo rock underground iraniano a fare un tour negli Stati Uniti ed a suonare al festival South by Southwest.
Kaveh Yaghmaei è stato uno dei pochi cantanti rock iraniani che ha continuato a lavorare anche dopo la rivoluzione con il permesso ufficiale del Ministero della Guida e ha persino tenuto un concerto nel 1994 che fu definito il primo concerto rock iraniano dopo la rivoluzione. Sebbene le opere di Kaveh Yaghmaei non abbiano raggiunto il livello delle opere di suo padre Kourosh, in qualche modo ha resuscitato la musica rock iraniana. Kaveh Yaghmaei non è molto attivo nella musica rock e finora ha pubblicato solo tre album.
Sul finire degli anni '90, il presidente riformista Khatami sostenne una maggiore apertura in termini di politiche sulle attività culturali. Tra i concerti di questo periodo vi furono quelli d'esordio del cantautore Mohsen Namjoo che diventerà in seguito una figura influente del rock iraniano.

### I nuovi generi nello stato teocratico

#### Hard rock & Heavy Metal

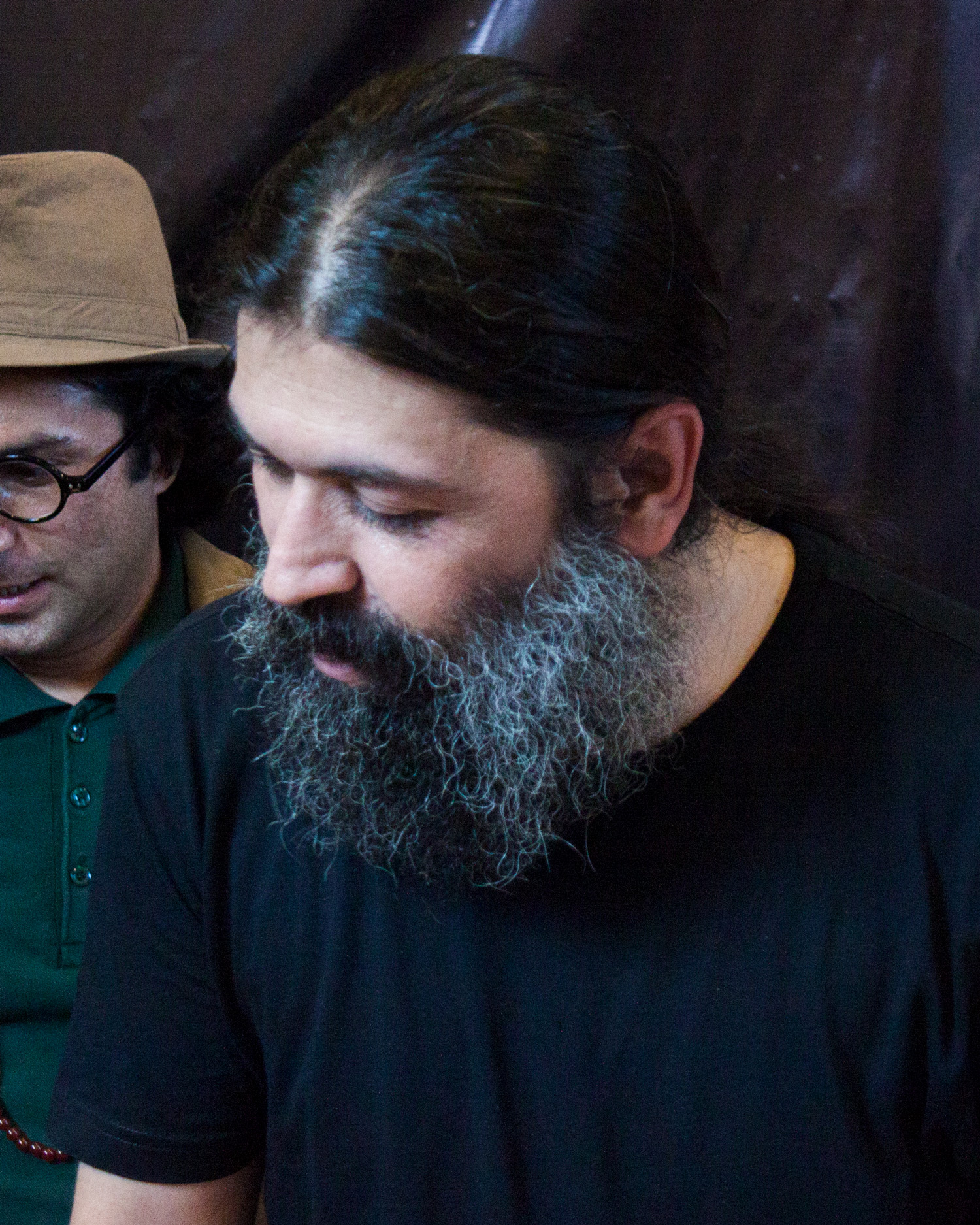
Farshid Arabi, cantante Heavy Metal iraniano

Con la vittoria della rivoluzione iraniana, l'heavy metal e l'hard rock in Iran scomparvero per un po' di tempo. Dopo la rivoluzione del 1979, l'Iran ha intrapreso una guerra di otto anni con l'Iraq. Fu in quel periodo che alcuni giovani iraniani, guidati da Farshid Arabi, suonavano heavy metal non autorizzato. Nel corso del tempo, Farshid Arabi formò un gruppo chiamato Silent Death e continuò ad operare clandestinamente. La più importante fonte di ispirazione per Farshid Arabi e la sua band furono i Black Sabbath, che in seguito divennero fonte di ispirazione per molte band metal iraniane. All'inizio degli anni '90, l'heavy metal crebbe in consenso guadagnando molti fan e sostenitori. Molte band si formarono durante questo periodo in Iran come Kahtmayan, Angband, Mordab, Arsames e Master of Persia. La musica heavy metal e hard rock in Iran è illegale come molti altri stili rock, ma anche se band come i Confess o gli Arsames sono state processate e condannate per aver suonato musica blasfema ed illegale, negli ultimi anni alcune band come Gereh hanno ricevuto il permesso di fare concerti a Teheran.

#### Il rock alternativo

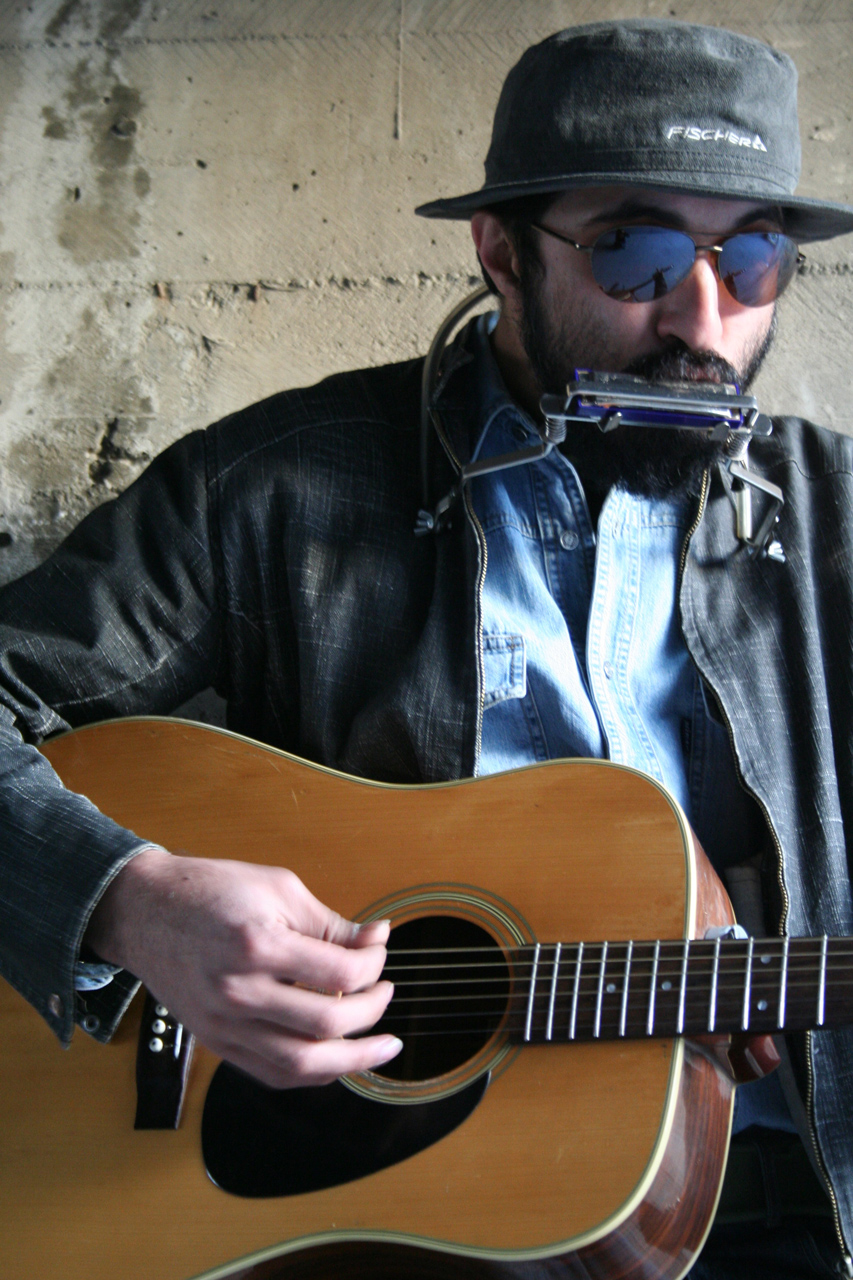
Abdi behravanfar

Il rock alternativo in Iran ha una storia tumultuosa. Durante gli anni '90 gli album delle band Grunge venivano vendute clandestinamente. I dischi dei Nirvana erano i più popolari e i più venduti. Sul finire degli anni '90 alcune band e musicisti come Abdi Behravanfar, gli O-Hum ed i Comment Band iniziarono a realizzare nuove opere di rock alternativo, operando clandestinamente. I gruppi rock alternativi con influenze roots e blues, psichedeliche e garage rock hanno creato un suono denso e potente facendo uso di distorsioni altamente amplificate, assoli di chitarra estesi, ritmi veloci ed alti volumi. I temi lirici di questi gruppi sono per lo più legati alle conseguenze della meccanizzazione della vita, del rapporto tra vita e morte, e della protesta contro i governi capitalisti. I ritmi pesanti e i testi provocatori hanno reso questo stile molto popolare in Iran. La B-band è uno dei gruppi più influenti di questo genere ed è considerata un pioniere del rock alternativo iraniano. La musica di gruppi come la B-band incorpora melodie tradizionali iraniane ed elementi di musica jazz. I loro testi tendono a parlare delle proprie esperienze culturali e personali e riflettono sulla solitudine, la speranza e la disperazione del mondo in generale.

### Tra globalizzazione e correnti politicizzate

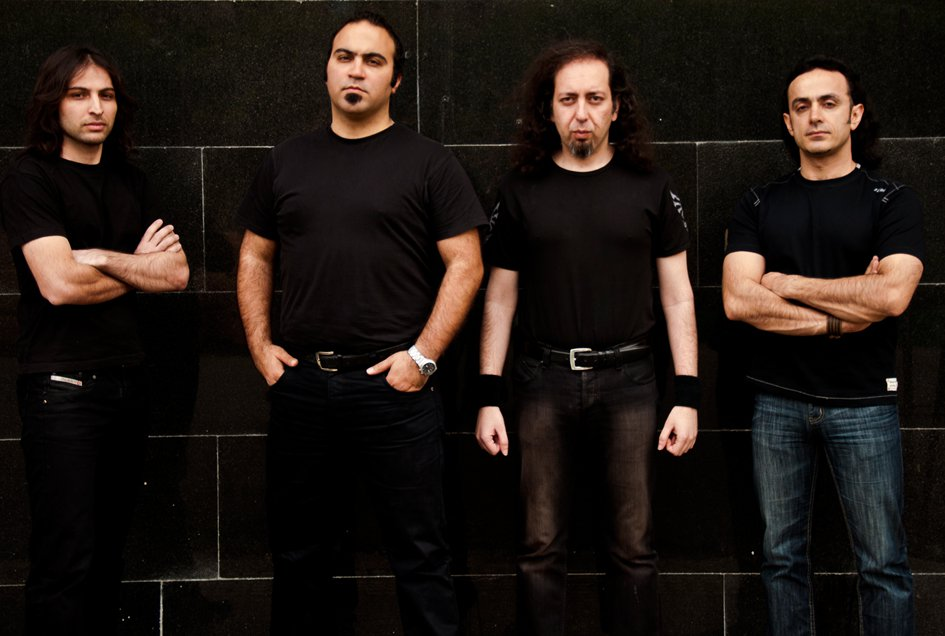
Angband, Power Metal band di Tehran

Gli Hypernova furono fondati nel 2006 da King Raam. Questa band può essere definita il fiore all'occhiello del rock iraniano, non solo perché è iraniana, ma anche riconosciuta da alcune delle rock band più famose d'America. Hypernova è stata la prima rock band iraniana a realizzare un album con una etichetta americana. King Raam e Kodi Najm sono entrambi cantanti di successo che hanno iniziato lavorando con questa band. Il padre di King Raam, Kavous Seyed-Emami, è morto nel 2018 in modo sospetto e King Raam ha lasciato definitivamente l'Iran.
Nel 2008, la band power metall Angband ha firmato con l'etichetta discografica tedesca Pure Steel Records e fu promossa come la prima band metal iraniana a pubblicare a livello internazionale con un'etichetta europea. Nel 2017 Tim Aymar (Control Denied, Pharaoh) si è unito alla band come nuovo cantante.

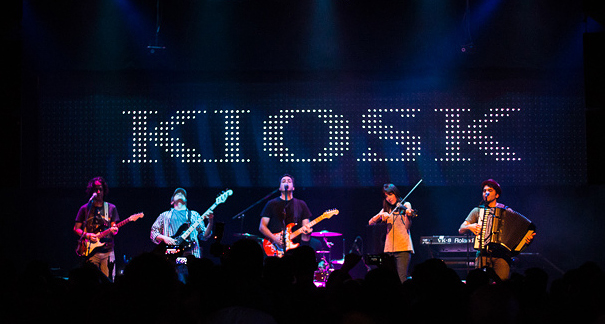
I Kiosk in concerto

Negli anni successivi i Kiosk divennero una grande rock band iraniana. La band presenta canzoni impegnate nelle critiche sociali in un formato musicale diverso, con sonorità blues e jazz. Arash Sobhani è tra i trenta iraniani che hanno accolto con favore la dura presa di posizione del presidente degli Stati Uniti Donald Trump contro il governo iraniano sottoscrivendo una lettera pubblica che suscitò un'ondata di critiche contro i suoi autori e fu condannato come "traditore" o "venditore della patria". Dopo il rilascio di Ardalan Payvar si fece strada partendo da Arash Sobhani. Il nome della band, Kiosk, deriva dalla formazione originale del gruppo a Teheran, quando i suoi membri si riunivano in ogni possibile spazio improvvisato o "Kiosk" per suonare la loro musica senza timore di essere arrestati.

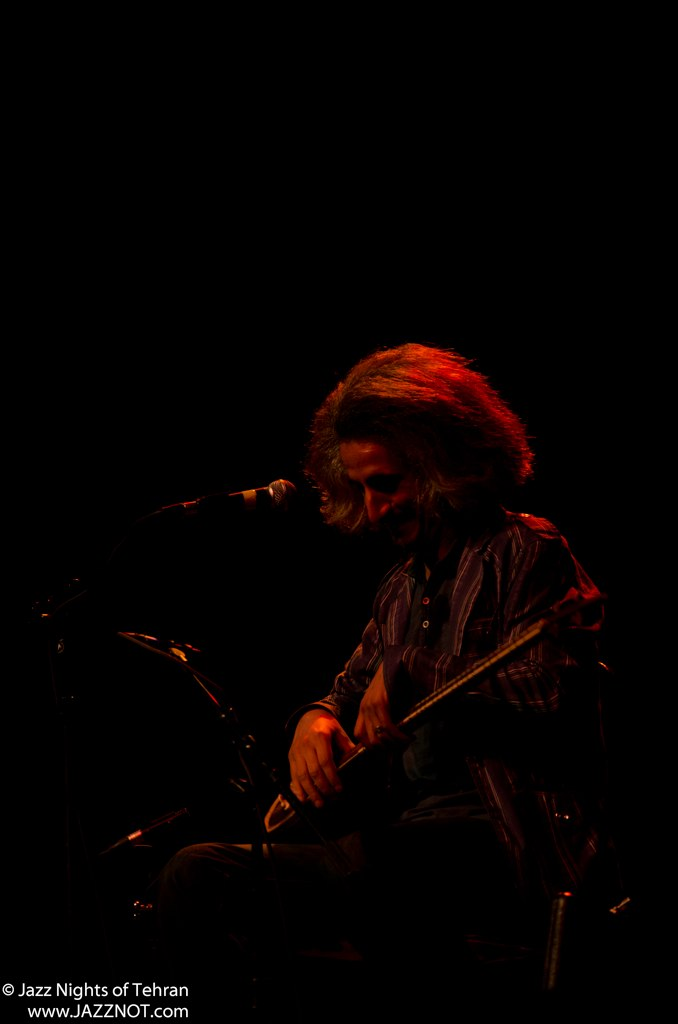
Mohsen Namjoo in concerto

Mohsen Namjoo fu un innovatore fin dal 1993. Un corrispondente iraniano del New York Times in Iran ha scritto che "alcuni lo chiamano una sorta di Bob Dylan dell'Iran". Nell'autunno 2014, Namjoo ha ha preso parte ad una tavola rotonda sulla musica di protesta/esibizione musicale e cambiamento sociale chiamato "Rivoluzione e poeti: contenuto e forma nella poesia iraniana", organizzato da Middle East Studies, Brown. In questo contesto invitò un paio di band iraniane, a cui è stato vietato di suonare nella propria città, riunendosi per la prima volta in un festival musicale iraniano intitolato "Iran Underground" il 15 novembre presso l'Auditorium RISD. L'evento faceva parte del 250º anniversario di Brown. Grazie alla particolarità stilistica di Mohsen Namjoo la sua musica non ha potuto essere criticato dalla censura a causa della loro mancanza di familiarità con le basi della musica. In una o due occasioni, i sostenitori di Mohsen Namjoo sono stati criticati, costretti al silenzio assieme allo stesso Mohsen Namjoo. Leggendo i versetti del Corano (sura al-Shams), Namjoo ha avuto allergie. Alcuni siti web hanno riportato la condanna di Namjoo da parte del Tribunale generale di Teheran a cinque anni di carcere per aver blasfemia, derisione dei versetti coranici (la canzone di Shams) e diffamato la Bibbia musulmana. In un'intervista alla BBC, non ha escluso la possibilità di collegare la condanna al suo recente lavoro, inclusa una clip del deserto (che ha presentato ai manifestanti durante le elezioni presidenziali del 2009).

### Il pop rock

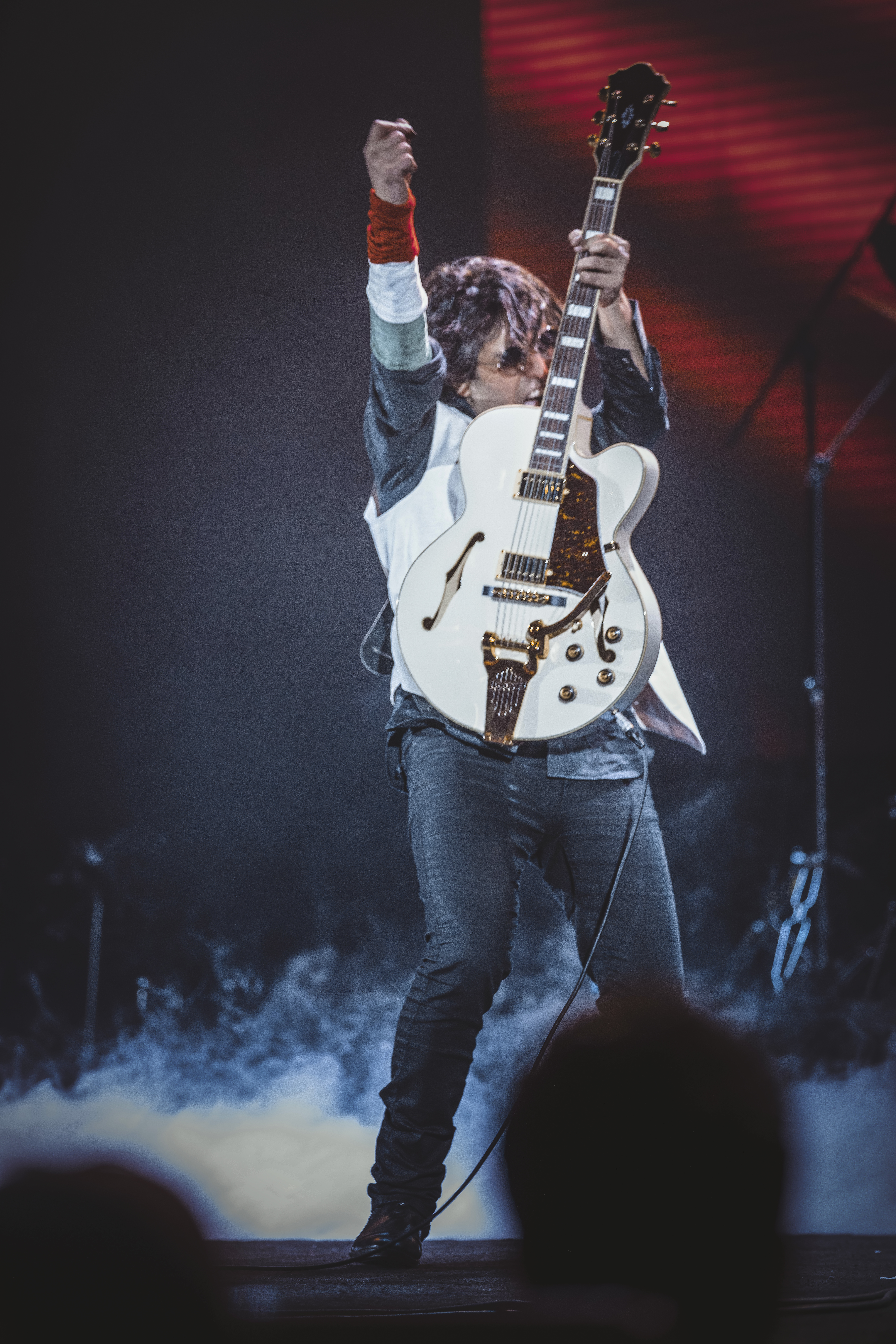
Kaveh Afagh in concerto

Kaveh Afagh faceva parte della band The Ways che lasciò nel 2011. Afagh è il primo cantante rock nell'Iran post-rivoluzione islamica ad ottenere una licenza di attività, dopo essere stato bandito per dieci anni dalle esibizioni. Rimane uno dei cantanti rock più importanti del paese. A parte la sua musica, Afagh ha anche esposto le sue opere d'arte in diverse gallerie. Ha tenuto numerosi concerti all'estero e in Iran. La raccolta di canzoni di Kaveh Afagh Tehran-57 è stata pubblicata come prima raccolta di canzoni rock persiane nel 2017. Kaveh ha suonato per la prima volta una selezione delle sue canzoni sul Milad Tower Stage al Resistance 92 Festival e alla fine ha ricevuto il primo premio del festival in performance dal vivo.